# Bộ Chấy
Chấy, rận hay chí là tên gọi chung cho các thành viên của hơn 3.000 loài côn trùng không cánh của bộ Phthiraptera, ba trong số đó được phân loại là tác nhân gây bệnh của con người. Chúng là bắt buộc ký sinh vào chim và động vật có vú trừ động vật đơn huyệt (thú mỏ vịt và các loài thú lông nhím), tê tê và dơi.

## Phân loại
Bộ này thường được chia thành hai phân bộ, Anoplura và Mallophaga, tuy nhiên, phân loại gần đây cho thấy phân bộ Mallophaga là cận ngành và giờ bốn phân bộ được công nhận.

## Bộ sưu tập

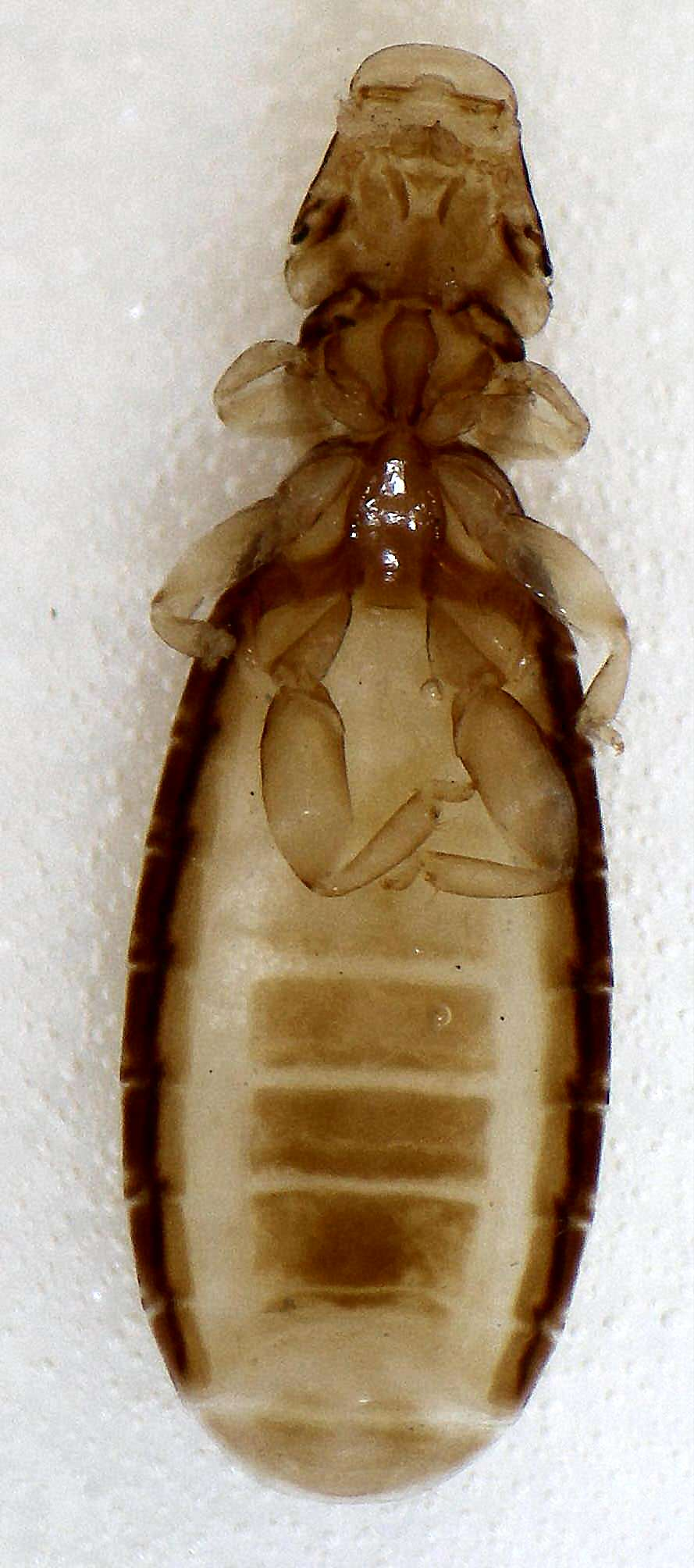
Ricinus bombycillae
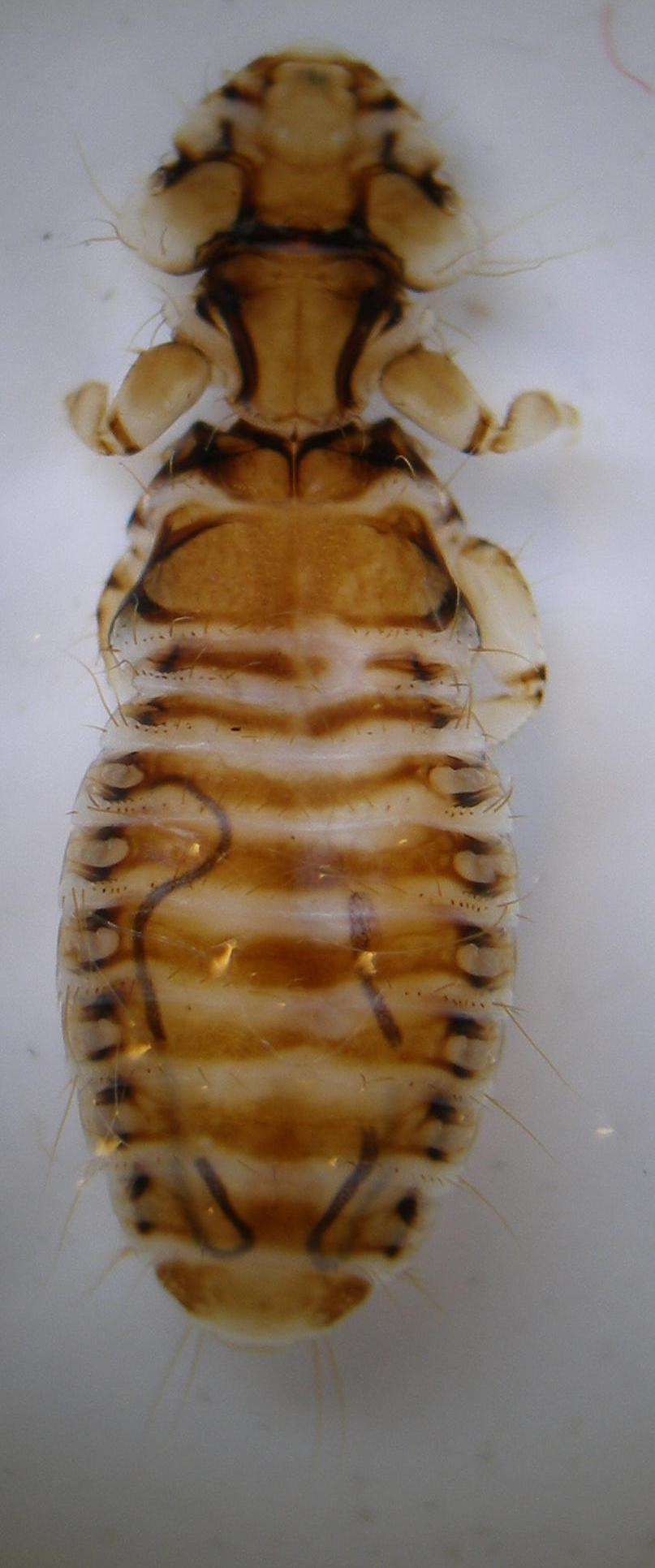
Trinoton anserinum
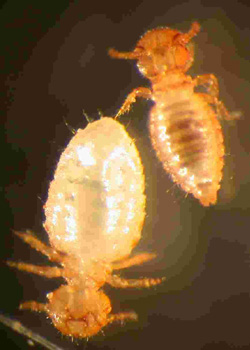
Damalinia limbata
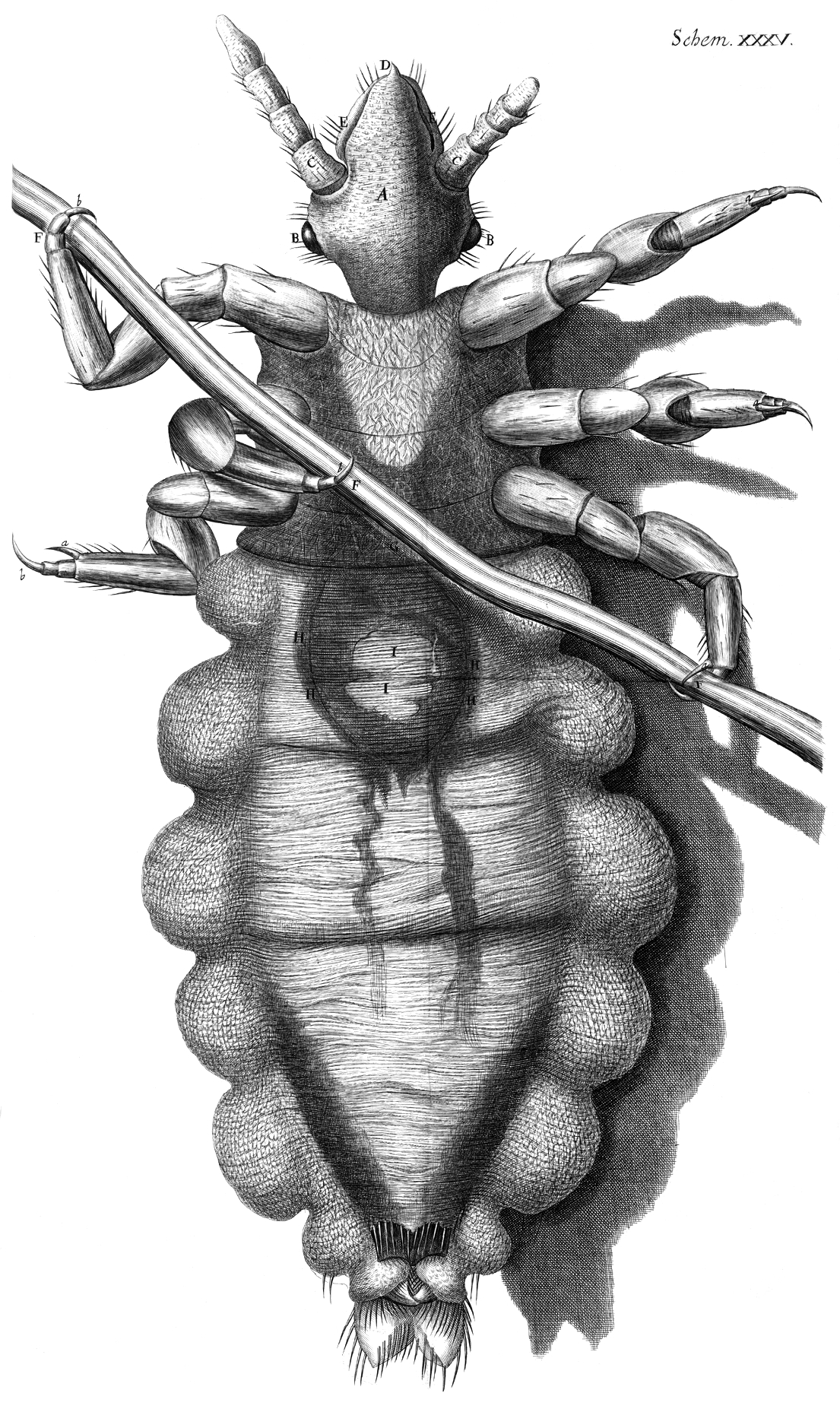
Hình vẽ Bộ Chấy bởi Robert Hooke, 1667.